# O Terminal (foto)

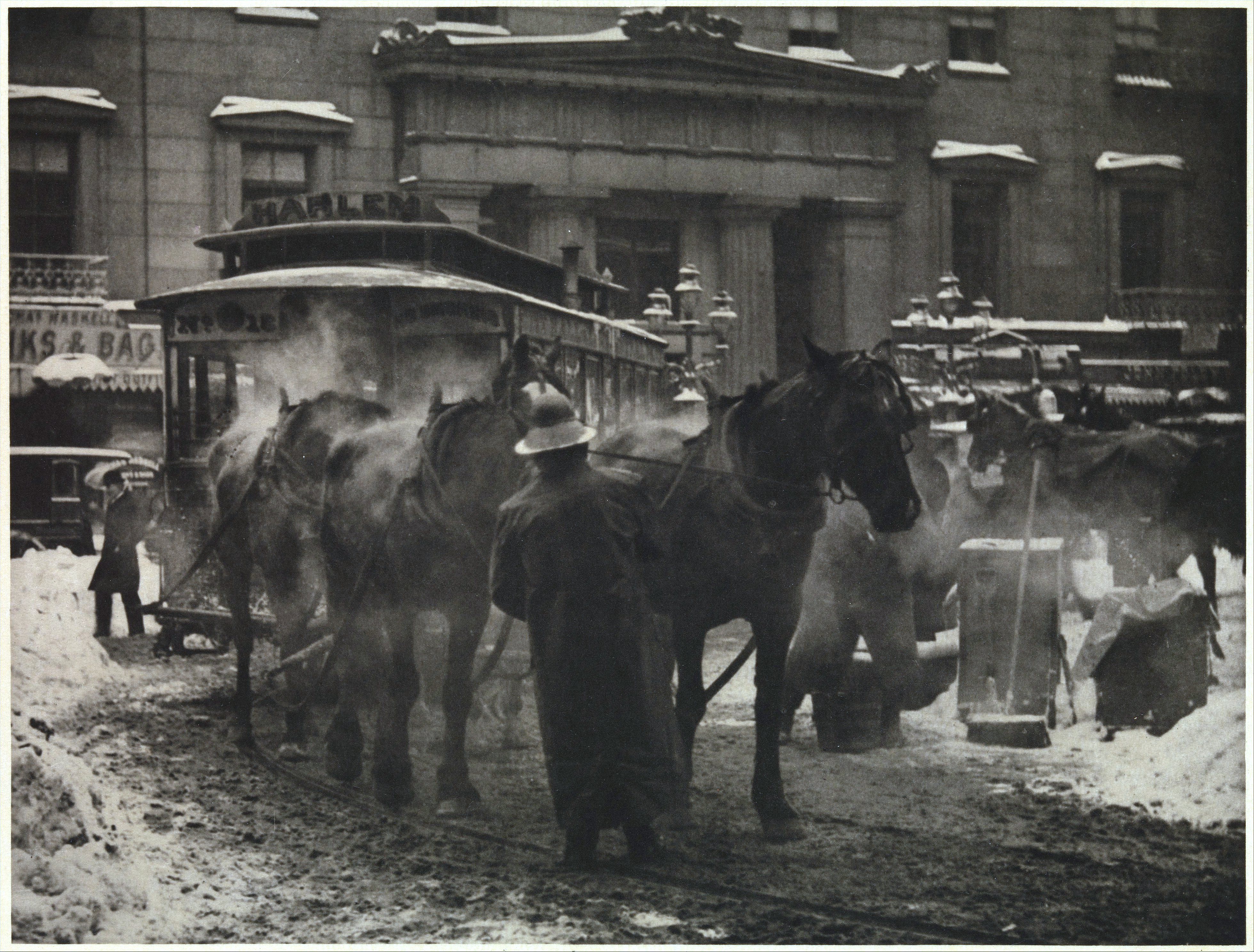
O Terminal (1893) por Alfred Stieglitz

O Terminal é uma foto em preto e branco tirada por Alfred Stieglitz em 1893. A foto foi tirada em Nova York com a pequena câmera 4 x 5, que era um instrumento mais prático para documentar a vida na cidade do que a câmera 8 x 10, que só funcionava com um tripé.
Esta é uma das fotos que Stieglitz tirou com este meio, seguindo seu objetivo de elevar a fotografia ao status de arte. Stieglitz descreveu a origem desta imagem: "De 1893 a 1895, muitas vezes caminhei pelas ruas do centro de Nova York, perto do East River, levando minha câmera fotográfica comigo. . . [Um dia] Eu me vi na frente do antigo Correio. . . Estava extremamente frio. A neve caiu no chão. Um motorista com um casaco de borracha estava dando água aos cavalos fumegantes de seus carros."
A imagem é desprovida de qualquer intenção romântica, apenas retratando o motorista dando água aos cavalos em frente à Astor House. A obra de Stieglitz pode ser vista como um exemplo de pictorialismo e do que mais tarde seria chamado de fotografia pura.
Existem cópias desta fotografia no Metropolitan Museum of Art de Nova York, na National Gallery of Art, Washington, DC, no Art Institute of Chicago e no J. Paul Getty Museum, em Los Angeles.